# ذخیره‌گاه طبیعی بوتچا
ذخیره‌گاه طبیعی بوتچا (انگلیسی: Botcha Nature Reserve) یک پارک و ذخیره‌گاه طبیعی در سرزمن خاباروفسک کشور روسیه است.